# Teatro Principal (Palència)
El Teatro Principal de Palència és un espai teatral situat en el carrer Burgos, número 3, de Palència. A començaments del segle xix es construeix el teatre a l'estil dels teatres italians de finals del segle xviii. El 1826 pateix un incendi que malmet tot l'edifici. L'arquitecte Canal de Castilla fa un nou projecte. Aquest nou teatre és inaugurat el 2 de juliol de 1837